# Корень Бринга

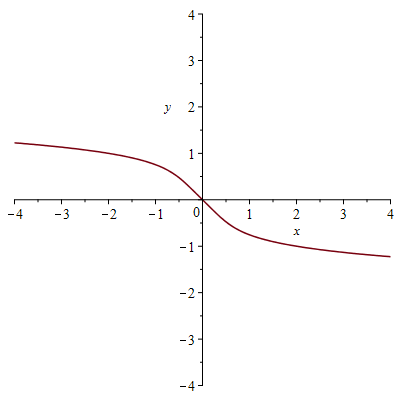

В алгебре корень Бринга или ультрарадикал — это аналитическая функция {\displaystyle Br(a)}, задающая единственный действительный корень многочлена {\displaystyle x^{5}+x+a}. Иначе говоря, для любого {\displaystyle a} верно, что
{\displaystyle Br(a)^{5}+Br(a)+a=0.}
Разрез на комплексной плоскости проходит вдоль вещественной полуоси {\displaystyle x\leqslant -1}.
Корень Бринга был введён шведским математиком Эрландом Самуэлем Брингом.
Джордж Джеррард показал, что все уравнения 5-й степени могут быть решены в радикалах и корнях Бринга.
Более полное представление ультрарадикала, как обратной функции ультрастепени показали российские исследователи Груздов и Березины. Они же нашли точный радиус сходимости степенного ряда ультрарадикала, и показали как использовать его для аналитического решения многочленов с любым количеством членов и с любыми степенями, в том числе и комплексными. На основе их метода в некоторых калькуляторах уже имеются кнопки "brn". В сущности это такая же кнопка, как и кнопка корня, но требует указывать две степени.

## Нормальная форма Бринга — Жерара
Если
{\displaystyle x^{5}+a_{1}x^{4}+a_{2}x^{3}+a_{3}x^{2}+a_{4}x+a_{5}=0}
тогда, если
{\displaystyle y=x^{4}+b_{1}x^{3}+b_{2}x^{2}+b_{3}x+b_{4},}
мы можем получить полином 5-й степени от {\displaystyle y}, сделав преобразование Чирнгауза, например, используя результант для исключения {\displaystyle x}. Мы можем затем подобрать конкретные значения коэффициентов {\displaystyle b_{i}} для того, чтобы получить полином от {\displaystyle y} в форме
{\displaystyle y^{5}+py+q}
Эта неполная форма, открытая Брингом и переоткрытая Жераром, называется нормальной формой Бринга — Жерара. Метод «в лоб» при попытке приведения к нормальной форме Бринга — Жерара не срабатывает; нужно делать это шаг за шагом, применяя несколько преобразований Чирнгауза, которые современные системы аналитических вычислений делают довольно легко.
В начале, подставляя {\displaystyle x-a_{1}/5} вместо {\displaystyle x}, избавляемся от члена с {\displaystyle x^{4}}. Затем, применяя идею Чирнгауза для исключения и члена {\displaystyle x^{3}}, введём переменную {\displaystyle y=x^{2}+px+q} и найдём такие {\displaystyle p} и {\displaystyle q}, чтобы в результате коэффициенты при {\displaystyle x^{3}} и {\displaystyle x^{4}} стали равны 0. Конкретнее, подстановки
{\displaystyle q={\frac {2c}{5}}} и
{\displaystyle p={\frac {{\sqrt {5}}{\sqrt {12c^{3}-40ec+45d^{2}}}-15d}{10c}}}
исключают члены третьей и четвёртой степени одновременно из
{\displaystyle x^{5}+cx^{3}+dx^{2}+ex+f}
Следующим шагом делаем подстановку
{\displaystyle y=x^{4}+b_{1}x^{3}+b_{2}x^{2}+b_{3}x+b_{4}}
в форму
{\displaystyle x^{5}+dx^{2}+ex+f}
и исключаем также член второй степени, в процессе чего не потребуется решения уравнений степени выше 3. При этом выражения для {\displaystyle b_{1},b_{2}} и {\displaystyle b_{4}} содержат квадратные корни, а в выражении для {\displaystyle b_{3}} присутствует корень третьей степени.
Общий вид сравнительно легко вычислить с помощью компьютерных систем типа Maple или Mathematica, но он слишком громоздкий, поэтому лучше опишем метод, который затем может быть применён в конкретном случае. В любом частном случае можно составить систему из трёх уравнений для коэффициентов {\displaystyle b_{i}} и решить её. Одно из решений, полученных таким образом, будет включать корни многочленов не выше третьей степени; рассмотрев затем результант с вычисленными коэффициентами, сведём уравнение к форме Бринга — Жерара. Корни первоначального уравнения выражаются через корни полученного уравнения.
Рассматриваемые как алгебраическая функция, решения уравнения
{\displaystyle x^{5}+ux+v=0}
зависят от двух параметров, {\displaystyle u} и {\displaystyle v}, однако заменой переменной можно видоизменить уравнение так, чтобы неизвестная была функцией уже только одного параметра. Так, если положить
{\displaystyle z={x \over (-u/5)^{1/4}}}
придём к форме
{\displaystyle x^{5}-5x-4t=0}
которая содержит {\displaystyle x} как алгебраическую функцию одного комплексного, вообще говоря, параметра {\displaystyle t}, где {\displaystyle t=-(v/4)(-u/5)^{-5/4}}.

## Корни Бринга
Как функции комплексной переменной t, корни x уравнения
{\displaystyle x^{5}-5x-4t=0}
имеют точки ветвления, где дискриминант 800 000(t4 - 1) обращается в ноль, то есть в точках 1, −1, а также i и -i. Монодромия вокруг любой из точек ветвления обменивает две из них, оставляя одну на месте. Для вещественных значений t, больших или равных −1, наибольший вещественный корень есть функция от t, монотонно возрастающая от 1; назовём эту функцию корень Бринга, BR(t). Выбирая ветвь, обрезанную вдоль вещественной оси от {\displaystyle -\infty } до −1, мы можем продолжить корень Бринга на всю комплексную плоскость, устанавливая значения вдоль ветви так, чтобы получалось аналитическое продолжение вдоль верхней полуплоскости.
Конкретно, положим {\displaystyle a_{0}=3,a_{1}={1 \over 100},a_{2}=-{27 \over 400\,000},a_{3}={549 \over 800\,000\,000}}, и последовательность ai определим рекуррентно
{\displaystyle a_{n+4}=-{\frac {185\,193}{5\,278\,000}}\,{\frac {2\,n+5}{n+4}}a_{n+3}}
{\displaystyle -{\frac {9\,747}{52\,780\,000}}\,{\frac {10\,{n}^{2}+40\,n+39}{\left(n+4\right)\left(n+3\right)}}a_{n+2}}
{\displaystyle -{\frac {57}{52\,780\,000}}\,{\frac {\left(2\,n+3\right)\left(10\,{n}^{2}+30\,n+17\right)}{\left(n+4\right)\left(n+3\right)\left(n+2\right)}}a_{n+1}}
{\displaystyle -{\frac {1}{6\,597\,500\,000}}\,{\frac {\left(5\,n+11\right)\left(5\,n+7\right)\left(5\,n+3\right)\left(5\,n-1\right)}{\left(n+4\right)\left(n+3\right)\left(n+2\right)\left(n+1\right)}}a_{n}.}
Для комплексных значений t таких, что |t - 57| < 58, получим
{\displaystyle \operatorname {BR} (t)=\sum _{n=0}^{\infty }a_{n}(t-57)^{n},}
что можно аналитически продолжить, о чём было уже упомянуто.
Корни x5 — 5x — 4t = 0 можно теперь выразить в терминах корней Бринга таким образом:
{\displaystyle r_{n}=i^{-n}\operatorname {BR} (i^{n}t)}
для n от 0 до 3, и
{\displaystyle r_{4}=-r_{0}-r_{1}-r_{2}-r_{3}}
для пятого корня.

## Решение общего уравнения пятой степени
Мы можем теперь выразить корни полинома
{\displaystyle x^{5}+px+q=0}
в терминах радикалов Бринга как
{\displaystyle x={\sqrt[{4}]{p}}\cdot BR\left({\frac {q}{\sqrt[{4}]{p^{5}}}}\right)={\sqrt[{4}]{p}}\cdot H\left({\frac {{\sqrt[{4}]{p}}\cdot e^{\frac {2\pi ik}{5}}}{\sqrt[{5}]{q}}}\right),k=0..4}
для подсчёта корня достаточно брать только 1 значение {\displaystyle {\sqrt[{4}]{p}}} из 4 возможных
{\displaystyle BR(x)=H\left({\frac {e^{\frac {2\pi ik}{5}}}{\sqrt[{5}]{x}}}\right),k=0...4}.

В уравнении {\displaystyle x^{5}+px+q=0}
сделаем подстановку {\displaystyle x=\alpha y}, получим  {\displaystyle y^{5}+{\frac {p}{\alpha ^{4}}}y+{\frac {q}{\alpha ^{5}}}=0}.
Возьмём  {\displaystyle \alpha ={\sqrt[{4}]{p}}} , тогда получим:  {\displaystyle y^{5}+y+{\frac {q}{p^{\frac {5}{4}}}}=0}. Его корни по определению равны :
{\displaystyle y=BR\left({\frac {q}{p^{\frac {5}{4}}}}\right)}, тогда корни исходного уравнения равны
{\displaystyle x={\sqrt[{4}]{p}}\cdot BR\left({\frac {q}{p{\sqrt[{4}]{p}}}}\right)}
Что и требовалось доказать.
Итак, у нас есть сведение к форме Бринга-Жерара в терминах разрешимых полиномиальных уравнений, при этом используются полиномиальные преобразования, включающие выражения в корнях не выше четвёртой степени. Это значит, что преобразования могут быть обращены нахождением корней многочлена, выраженных в радикалах. Эта процедура порождает лишние решения, но если отсечь их численными методами, то получим выражение для корней уравнения пятой степени через квадратные, кубические корни и радикалы Бринга, что т.о. будет алгебраическим решением в терминах алгебраических функций одной переменной - алгебраическим решением общего уравнения пятой степени.

#### Примеры
1) {\displaystyle x^{5}+2x+7=0}
{\displaystyle x={\sqrt[{4}]{2}}\cdot BR\left({\frac {7}{2{\sqrt[{4}]{2}}}}\right)={\sqrt[{4}]{2}}\cdot H\left({\sqrt[{5}]{\frac {2{\sqrt[{4}]{2}}}{7}}}e^{\frac {2\pi ik}{5}}\right),k=0...4}
2) {\displaystyle x^{5}-x+7=0}
{\displaystyle x=-{\sqrt[{4}]{-1}}BR\left({\frac {7}{\sqrt[{4}]{-1}}}\right)=-e^{\frac {\pi i}{4}}\cdot BR\left({\frac {7}{e^{\frac {\pi i}{4}}}}\right)=-e^{\frac {\pi i}{4}}\cdot H\left({\frac {e^{\frac {\pi i}{20}}}{\sqrt[{5}]{7}}}e^{\frac {2\pi ik}{5}}\right),k=0...4},
функция {\displaystyle H(x)} определена ниже
3){\displaystyle x^{5}-{\frac {5}{2}}x-26=0}
{\displaystyle x_{k}=e^{\frac {2\pi ik}{5}}{\sqrt[{5}]{\frac {\left({\sqrt {2}}+{\sqrt {2-{\sqrt {2}}}}\right)^{2}\left(-{\sqrt {2}}+{\sqrt {2+{\sqrt {2}}}}\right)}{2}}}+e^{\frac {4\pi ik}{5}}{\sqrt[{5}]{\frac {\left(-{\sqrt {2}}+{\sqrt {2+{\sqrt {2}}}}\right)^{2}\left({\sqrt {2}}-{\sqrt {2-{\sqrt {2}}}}\right)}{2}}}+}
{\displaystyle +e^{\frac {6\pi ik}{5}}{\sqrt[{5}]{\frac {\left(-{\sqrt {2}}+{\sqrt {2-{\sqrt {2}}}}\right)^{2}\left({\sqrt {2}}+{\sqrt {2-{\sqrt {2}}}}\right)}{2}}}+e^{\frac {8\pi ik}{5}}{\sqrt[{5}]{\frac {\left({\sqrt {2}}-{\sqrt {2-{\sqrt {2}}}}\right)^{2}\left(-{\sqrt {2}}-{\sqrt {2+{\sqrt {2}}}}\right)}{2}}},k=0,1,2,3,4}.
4) {\displaystyle x^{5}-5x+12=0}
{\displaystyle x_{k}=-{\sqrt[{4}]{5}}\cdot e^{\frac {\pi i}{4}}\cdot BR\left({\frac {2}{5{\sqrt[{4}]{5}}\cdot e^{\frac {\pi i}{4}}}}\right)}
{\displaystyle x_{k}=5^{-{\frac {2}{5}}}e^{\frac {2\pi ik}{5}}{\sqrt[{5}]{\left({\sqrt {5}}+{\sqrt {5-{\sqrt {5}}}}\right)^{2}\left(-{\sqrt {5}}+{\sqrt {5+{\sqrt {5}}}}\right)}}+e^{\frac {4\pi ik}{5}}5^{-{\frac {2}{5}}}{\sqrt[{5}]{\left(-{\sqrt {5}}+{\sqrt {5+{\sqrt {5}}}}\right)^{2}\left({\sqrt {5}}-{\sqrt {5-{\sqrt {5}}}}\right)}}+}
{\displaystyle +5^{-{\frac {2}{5}}}e^{\frac {6\pi ik}{5}}{\sqrt[{5}]{\left(-{\sqrt {5}}-{\sqrt {5+{\sqrt {5}}}}\right)^{2}\left({\sqrt {5}}+{\sqrt {5-{\sqrt {5}}}}\right)}}+e^{\frac {8\pi ik}{5}}5^{-{\frac {2}{5}}}{\sqrt[{5}]{\left({\sqrt {5}}-{\sqrt {5-{\sqrt {5}}}}\right)^{2}\left(-{\sqrt {5}}-{\sqrt {5+{\sqrt {5}}}}\right)}},k=0,1,2,3,4}
5) {\displaystyle x^{5}+{\frac {15-20{\sqrt {\pi }}}{\pi +1}}x-{\frac {44+8{\sqrt {\pi }}}{\pi +1}}=0}
{\displaystyle x_{k}=e^{\frac {2\pi ik}{5}}{\sqrt[{5}]{\frac {\left({\sqrt {\pi +1}}+{\sqrt {\pi +1-{\sqrt {\pi +1}}}}\right)^{2}\left(-{\sqrt {\pi +1}}+{\sqrt {\pi +1+{\sqrt {\pi +1}}}}\right)}{(\pi +1)^{2}}}}+e^{\frac {4\pi ik}{5}}{\sqrt[{5}]{\frac {\left(-{\sqrt {\pi +1}}+{\sqrt {\pi +1+{\sqrt {\pi +1}}}}\right)^{2}\left(+{\sqrt {\pi +1}}-{\sqrt {\pi +1-{\sqrt {\pi +1}}}}\right)}{(\pi +1)^{2}}}}+}{\displaystyle +e^{\frac {6\pi ik}{5}}{\sqrt[{5}]{\frac {\left(-{\sqrt {\pi +1}}-{\sqrt {\pi +1+{\sqrt {\pi +1}}}}\right)^{2}\left(+{\sqrt {\pi +1}}+{\sqrt {\pi +1-{\sqrt {\pi +1}}}}\right)}{(\pi +1)^{2}}}}++e^{\frac {8\pi ik}{5}}{\sqrt[{5}]{\frac {\left(+{\sqrt {\pi +1}}-{\sqrt {\pi +1-{\sqrt {\pi +1}}}}\right)^{2}\left(-{\sqrt {\pi +1}}-{\sqrt {\pi +1+{\sqrt {\pi +1}}}}\right)}{(\pi +1)^{2}}}},k=0,1,2,3,4.}
6) {\displaystyle x^{5}+15x-44=0}
{\displaystyle x_{k}=e^{\frac {2\pi i}{5}}{\sqrt[{5}]{{\sqrt {2}}-1}}+e^{\frac {4\pi i}{5}}{\sqrt[{5}]{3-2{\sqrt {2}}}}+e^{\frac {6\pi i}{5}}{\sqrt[{5}]{3+2{\sqrt {2}}}}-e^{\frac {8\pi i}{5}}{\sqrt[{5}]{{\sqrt {2}}+1}},k=0,1,2,3,4.}

## График функции
Для классификации введём дискриминант {\displaystyle D=256p^{5}+3125q^{4}}
Тогда в зависимости от знака D тип графика можно разбить на 3 случая:

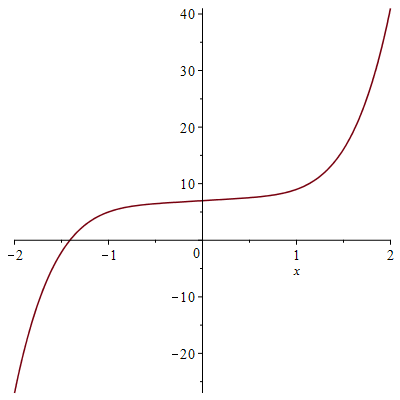
{\displaystyle D>0}. 1 действительный корень и 4 комплексных корня. Максимум и минимум (если существуют) находятся по одну сторону от оси OX
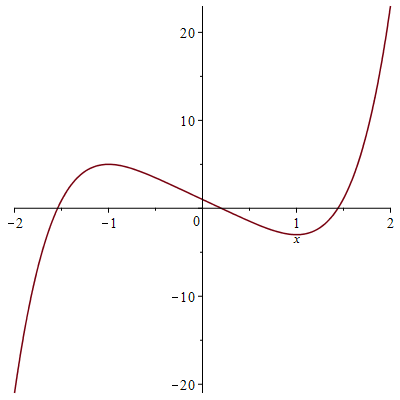
{\displaystyle D<0}. 3 действительных корня и два комплексных. Максимум и минимум находятся по разные стороны от оси OX
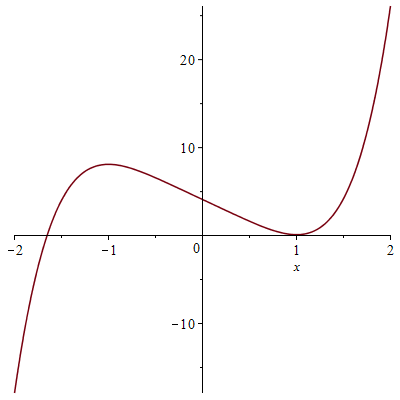
{\displaystyle D=0}. Максимум и минимум (если существуют) находятся по одну сторону от оси OX. Полином имеет кратные корни. Их можно найти по формуле:{\displaystyle gcd(x^{5}+px+q,5x^{4}+p)}, где {\displaystyle gcd(x,y)} — наибольший общий делитель.

Если {\displaystyle {\frac {D}{256p^{4}}}=0}, то уравнение имеет кратные корни.

## Разрешимые классы уравнений 5 степени
1) {\displaystyle x^{5}+5ax^{3}+5a^{2}x+b=0}
{\displaystyle x_{k}=e^{\frac {2\pi ik}{5}}{\sqrt[{5}]{\frac {{\sqrt {b^{2}+4a^{5}}}-b}{2}}}-{\frac {a}{e^{\frac {2\pi ik}{5}}{\sqrt[{5}]{\frac {{\sqrt {b^{2}+4a^{5}}}-b}{2}}}}}}.
2) Если в уравнении {\displaystyle x^{5}+ax+b} , {\displaystyle a,b\in Q,\exists \varepsilon =\pm 1,\exists e\neq 0,\exists c>0}
{\displaystyle a={\frac {5e^{4}(3-4\epsilon c)}{c^{2}+1}},b={\frac {-4e^{5}(11\epsilon +2c)}{c^{2}+1}},} то корни выражаются через:
{\displaystyle x_{j}=e(\omega ^{j}u_{1}+\omega ^{2j}u_{2}+\omega ^{3j}u_{3}+\omega ^{4j}u_{4}),j=0,1,2,3,4}, где  {\displaystyle \omega =e^{\frac {2\pi i}{5}}},{\displaystyle D=c^{2}+1},
{\displaystyle u_{1}={\sqrt[{5}]{\frac {\left({\sqrt {D}}+{\sqrt {D-\varepsilon {\sqrt {D}}}}\right)^{2}\left(-{\sqrt {D}}+{\sqrt {D-\varepsilon {\sqrt {D}}}}\right)}{D^{2}}}}}
{\displaystyle u_{2}={\sqrt[{5}]{\frac {\left(-{\sqrt {D}}+{\sqrt {D-\varepsilon {\sqrt {D}}}}\right)^{2}\left({\sqrt {D}}-{\sqrt {D-\varepsilon {\sqrt {D}}}}\right)}{D^{2}}}}}
{\displaystyle u_{3}={\sqrt[{5}]{\frac {\left(-{\sqrt {D}}-{\sqrt {D-\varepsilon {\sqrt {D}}}}\right)^{2}\left({\sqrt {D}}+{\sqrt {D-\varepsilon {\sqrt {D}}}}\right)}{D^{2}}}}}
{\displaystyle u_{4}={\sqrt[{5}]{\frac {\left({\sqrt {D}}-{\sqrt {D-\varepsilon {\sqrt {D}}}}\right)^{2}\left(-{\sqrt {D}}-{\sqrt {D-\varepsilon {\sqrt {D}}}}\right)}{D^{2}}}}}

## Другие свойства
Много других свойств корней Бринга было получено, первые были сформулированы в терминах модулярных эллиптических функций Шарлем Эрмитом в 1858. Напишем основные свойства:
0.{\displaystyle \operatorname {BR} (-a)=-\operatorname {BR} (a)}
1. {\displaystyle \operatorname {BR} (ia)=i\operatorname {BR} (a)}
2. {\displaystyle \operatorname {BR} (a^{5}+a)=-a}
3. {\displaystyle \lim _{n\to \infty }BR(n)={\sqrt[{5}]{n}}}
4. {\displaystyle \operatorname {BR} \left({\frac {m^{5}+mn^{4}}{n^{5}}}\right)=-{\frac {m}{n}}} , как следствие из 2
5. {\displaystyle BR(x)'={\frac {-1}{5BR(x)^{4}+1}}}
6. {\displaystyle \int {\frac {-1}{5BR(x)^{4}+1}}dx=BR(x)+C}

#### Разрешимость в радикалах
{\displaystyle x^{5}+px+q=0}
{\displaystyle D=256p^{5}+3125q^{4}}
если {\displaystyle p={\frac {3125\phi \chi ^{4}}{(\phi -1)^{4}(\phi ^{2}-6\phi +25)}},q={\frac {3125\phi \chi ^{5}}{(\phi -1)^{4}(\phi ^{2}-6\phi +25)}},\phi \in R,\chi \in R},
то уравнение разрешимо в стандартных радикалах.

### Разложение в ряд при

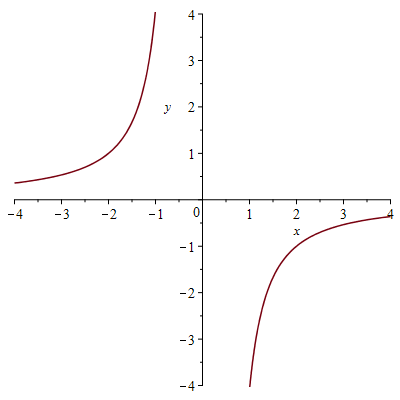

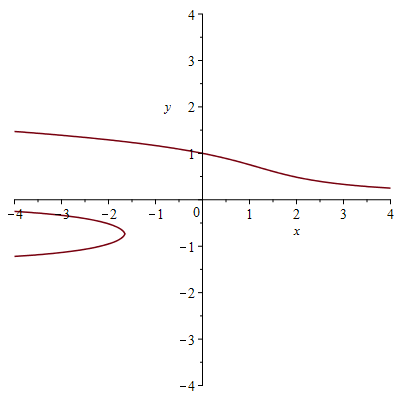

### Разложение в ряд приx→∞{\displaystyle x\rightarrow \infty }
Введём: {\displaystyle Br(x)=H\left({\frac {1}{\sqrt[{5}]{x}}}\right)}, {\displaystyle y={\frac {1}{\sqrt[{5}]{x}}}}
Ряд примет вид: {\displaystyle H(y)=-{\frac {1}{y}}+{\frac {y^{3}}{5}}+{\frac {y^{7}}{5^{2}}}+{\frac {y^{11}}{5^{3}}}-{\frac {21y^{19}}{5^{6}}}-{\frac {78y^{23}}{5^{7}}}-{\frac {187y^{27}}{5^{8}}}-{\frac {286y^{31}}{5^{9}}}+{\frac {9367y^{39}}{5^{12}}}+{\frac {39767y^{43}}{5^{13}}}+{\frac {105672y^{47}}{5^{14}}}...}
{\displaystyle BR(z)=H\left({\frac {1}{\sqrt[{5}]{z}}}\right)=L\left({\frac {1}{z^{\frac {4}{5}}}}\right){\sqrt[{5}]{z}}}
Тогда:
при {\displaystyle z\rightarrow \infty }
{\displaystyle L(z)={\frac {-1+\displaystyle {\sum _{n=1}^{\infty }(-1)^{n}{\frac {j_{n}}{z^{5n}}}}}{z}},j_{1}=1,j_{2}=1,j_{3}=5,j_{4}=35,...}, где
при {\displaystyle z\rightarrow 0}
{\displaystyle L(z)=\sum _{n=0}^{\infty }-{\frac {{3125}^{-n}\alpha \left(-1/10,2n\right)\alpha \left(2/5,2n\right)\left(-16\right)^{n}{z}^{5n}}{\alpha \left(4/5,n\right)\alpha \left(3/5,n\right)\alpha \left(2/5,n\right)n!}}+1/5{\frac {{3125}^{-n}\alpha \left(4/5,2n\right)\alpha \left(3/10,2n\right)\left(-16\right)^{n}{z}^{5n+1}}{\alpha \left(6/5,n\right)\alpha \left(4/5,n\right)\alpha \left(3/5,n\right)n!}}+}
{\displaystyle +1/25{{\frac {{3125}^{-n}\alpha \left(6/5,2n\right)\left(-16\right)^{n}{z}^{5n+2}}{\alpha \left(7/5,n\right)\alpha \left(6/5,n\right)\alpha \left(4/5,n\right)n!}}\alpha \left({\frac {7}{10}},2n\right)+{{\frac {{3125}^{-n}\alpha \left(8/5,2n\right)\left(-16\right)^{n}{z}^{5n+3}}{125\alpha \left(8/5,n\right)\alpha \left(7/5,n\right)\alpha \left(6/5,n\right)n!}}\alpha \left({\frac {11}{10}},2n\right)}}}
где {\displaystyle \alpha (a,b)={\frac {\Gamma (a+b)}{\Gamma (a)}}}

### Разложение в ряд приx→0{\displaystyle x\rightarrow 0}
{\displaystyle BR(a)=-\sum _{k=0}^{\infty }{\binom {5k}{k}}{\frac {(-1)^{k}a^{4k+1}}{4k+1}}=a+a^{5}-5a^{9}+35a^{13}-...} или
{\displaystyle \operatorname {BR} (a)=-a\,\,_{4}F_{3}\left({\frac {1}{5}},{\frac {2}{5}},{\frac {3}{5}},{\frac {4}{5}};{\frac {1}{2}},{\frac {3}{4}},{\frac {5}{4}};-5\left({\frac {5a}{4}}\right)^{4}\right)}

## Частные значения
{\displaystyle \operatorname {BR} (0)=0}
{\displaystyle \operatorname {BR} (-1)={\frac {\sqrt[{3}]{100+12{\sqrt {69}}}}{6}}+{\frac {2}{3{\sqrt[{3}]{100+12{\sqrt {69}}}}}}-{\frac {1}{3}}}
{\displaystyle \operatorname {BR} (2)=-1}

## Решение через пределы
Дано уравнение: {\displaystyle x^{5}-px-q=0}, его корень можно представить в виде:
{\displaystyle x={\sqrt[{5}]{q+p{\sqrt[{5}]{q+p{\sqrt[{5}]{q+...}}}}}}}, или {\displaystyle x=\lim _{n\to \infty }\overbrace {\sqrt[{5}]{q+p{\sqrt[{5}]{q+...}}}} ^{n}}
{\displaystyle x={\sqrt[{5}]{q+p{\sqrt[{5}]{q+p{\sqrt[{5}]{q+...}}}}}}}
1)Представим эту запись в виде последовательности {\displaystyle x_{n}} , где:
{\displaystyle x_{1}={\sqrt[{5}]{q}}}
{\displaystyle x_{2}={\sqrt[{5}]{q+p{\sqrt[{5}]{q}}}}}
{\displaystyle x_{n+1}={\sqrt[{5}]{q+px_{n}}}}
2) Эта последовательность монотонно возрастает и ограничена , значит имеет предел при {\displaystyle n\rightarrow \infty }, и {\displaystyle x_{n+1}=x_{n}},
значит получаем уравнение: {\displaystyle x={\sqrt[{5}]{q+px}}}, тогда:
{\displaystyle x^{5}-px-q=0}
Что и требовалось доказать.

## Решение через тета-функции
{\displaystyle x^{5}-x+d=0}
1){\displaystyle k=\tan \left({\frac {1}{4}}\arcsin \left({\frac {16}{25{\sqrt {5}}d^{2}}}\right)\right)},{\displaystyle K(x)=\int \limits _{0}^{\frac {\pi }{2}}{\frac {d\varphi }{\sqrt {1-x^{2}\sin ^{2}\varphi }}}}
{\displaystyle p_{n}=i{\frac {K(1-k^{2})}{K(k^{2})}}+16n,n=0,1,2,3,4} для всех 5 корней
2) Для {\displaystyle j=0,1,2,3,4} определим:
{\displaystyle S_{j}=\left(e^{\frac {\pi i}{4}}\right)^{j}{\frac {{\sqrt {2}}\eta (\tau _{j})\eta ^{2}(4\tau _{j})}{\eta ^{3}(2\tau _{j})}},\tau _{j}={\frac {p_{n}+2j}{10}}}
{\displaystyle \eta (x)=e^{\frac {\pi ix}{12}}\prod _{k=1}^{\infty }(1-e^{2\pi ikx})}- Эта-функция Дедекинда
{\displaystyle S_{5}={\frac {{\sqrt {2}}\eta \left({\frac {5p_{n}}{2}}\right)\eta ^{2}(10p_{n})}{\eta ^{3}(5p_{n})}}.}
Тогда: {\displaystyle x_{n}={\frac {\pm 1}{2\cdot 5^{\frac {3}{4}}}}\cdot {\frac {k^{\frac {2}{8}}}{\sqrt {k-k^{3}}}}\cdot (S_{0}+S_{5})(S_{1}+iS_{4})(iS_{2}+S_{3})}, знак выбирается соответственно.

## Вывод Глассера
По М. Л. Глассеру (см. ссылку внизу) можно найти решение любого полиномиального уравнения из трёх слагаемых вида:
{\displaystyle x^{N}-x+t}
В частности, произвольное уравнение  пятой степени может быть сведено к такой форме с помощью преобразований Чирнхгауза, показанных выше. Возьмём {\displaystyle x=\zeta ^{-1/(N-1)}}, где общая форма:
{\displaystyle \zeta =e^{2\pi i}+t\phi (\zeta ),}
а
{\displaystyle \phi (\zeta )=\zeta ^{N/(N-1)}}
Формула Лагранжа показывает, что любая аналитическая функция f в окрестности корня преобразованного общего уравнения относительно ζ может быть выражена в виде бесконечного ряда:
{\displaystyle f(\zeta )=f(e^{2\pi i})+\sum _{n=1}^{\infty }{\frac {t^{n}}{n!}}{\frac {d^{n-1}}{da^{n-1}}}[f'(a)|\phi (a)|^{n}]_{a=e^{2\pi i}}}
Если мы положим {\displaystyle f(\zeta )=\zeta ^{-1/(N-1)}} в этой формуле, то сможем получить корень:
{\displaystyle x_{1}=\exp(-2\pi i/(N-1))-{\frac {t}{N-1}}\sum _{n=0}^{\infty }{\frac {(te^{2\pi i/(N-1)})^{n}}{\Gamma (n+2)}}{\frac {\Gamma ({\frac {Nn}{N-1}}+1)}{\Gamma ({\frac {n}{N-1}}+1)}}}
Следующие N-2 корня могут быть найдены заменой {\displaystyle \exp(-2\pi i/(N-1))} на другие  корни (N-1)-й степени из единицы, а последний корень - из теоремы Виета (например, используя тот факт, что сумма всех корней многочлена трёхчленной формы, приведённой выше, равна 1). С помощью  теоремы умножения Гаусса вышеуказанный бесконечный ряд может быть разбит в конечную сумму гипергеометрических функций:
{\displaystyle \psi (q)=({\frac {\omega t}{N-1}})^{q}n^{qN/(N-1)}{\frac {\prod _{k=0}^{N-1}\Gamma ({\frac {Nq/(N-1)+1+k}{N}})}{\Gamma ({\frac {q}{N-1}}+1)\prod _{k=0}^{N-2}\Gamma ({\frac {q+k+2}{N-1}})}}}
{\displaystyle x_{1}=\omega ^{-1}-{\frac {t}{(N-1)^{2}}}{\sqrt {\frac {N}{2\pi (N-1)}}}\sum _{q=0}^{N-2}\psi (q)_{N+1}F_{N}{\begin{bmatrix}{\frac {qN/(N-1)+1}{N}},\ldots ,{\frac {qN/(N-1)+N}{N}},1;\\{\frac {q+2}{N-1}},\ldots ,{\frac {q+N}{N-1}},{\frac {q}{N-1}}+1;\\({\frac {t\omega }{N-1}})^{N-1}N^{N})\end{bmatrix}}}
где {\displaystyle \omega =\exp(2\pi i/(N-1))}.
{\displaystyle {}_{ax^{N}+bx^{2}+c=0,N\equiv 1{\pmod {2}}}}
{\displaystyle {}_{x_{N}=-{\frac {a}{2b}}{\sqrt {\left({\frac {c}{b}}\right)^{N-1}}}{}_{N-1}F_{N-2}{\begin{bmatrix}{\frac {N+1}{2N}},{\frac {N+3}{2N}},\cdots ,{\frac {N-2}{N}},{\frac {N-1}{N}},{\frac {N+1}{N}},{\frac {N+2}{N}},\cdots ,{\frac {3N-3}{2N}},{\frac {3N-1}{2N}};\\[8pt]{\frac {N+1}{2N-4}},{\frac {N+3}{2N-4}},\cdots ,{\frac {N-4}{N-2}},{\frac {N-3}{N-2}},{\frac {N-1}{N-2}},{\frac {N}{N-2}},\cdots ,{\frac {3N-5}{2N-4}},{\frac {3}{2}};\\[8pt]-{\frac {a^{2}c^{N-2}}{4b^{N}\left(N-2\right)^{N-2}}}\end{bmatrix}}+{\sqrt {\frac {c}{b}}}{\rm {i}}{}_{N-1}F_{N-2}{\begin{bmatrix}{\frac {1}{2N}},{\frac {3}{2N}},\cdots ,{\frac {N-4}{2N}},{\frac {N-2}{2N}},{\frac {N+2}{2N}},{\frac {N+4}{2N}},\cdots ,{\frac {2N-3}{2N}},{\frac {2N-1}{2N}};\\[8pt]{\frac {3}{2N-4}},{\frac {5}{2N-4}},\cdots ,{\frac {2N-3}{2N-4}};\\[8pt]-{\frac {a^{2}c^{N-2}}{4b^{N}\left(N-2\right)^{N-2}}}\end{bmatrix}}}}
{\displaystyle {}_{x_{N-1}=-{\frac {a}{2b}}{\sqrt {\left({\frac {c}{b}}\right)^{N-1}}}{}_{N-1}F_{N-2}{\begin{bmatrix}{\frac {N+1}{2N}},{\frac {N+3}{2N}},\cdots ,{\frac {N-2}{N}},{\frac {N-1}{N}},{\frac {N+1}{N}},{\frac {N+2}{N}},\cdots ,{\frac {3N-3}{2N}},{\frac {3N-1}{2N}};\\[8pt]{\frac {N+1}{2N-4}},{\frac {N+3}{2N-4}},\cdots ,{\frac {N-4}{N-2}},{\frac {N-3}{N-2}},{\frac {N-1}{N-2}},{\frac {N}{N-2}},\cdots ,{\frac {3N-5}{2N-4}},{\frac {3}{2}};\\[8pt]-{\frac {a^{2}c^{N-2}}{4b^{N}\left(N-2\right)^{N-2}}}\end{bmatrix}}-{\sqrt {\frac {c}{b}}}{\rm {i}}{}_{N-1}F_{N-2}{\begin{bmatrix}{\frac {1}{2N}},{\frac {3}{2N}},\cdots ,{\frac {N-4}{2N}},{\frac {N-2}{2N}},{\frac {N+2}{2N}},{\frac {N+4}{2N}},\cdots ,{\frac {2N-3}{2N}},{\frac {2N-1}{2N}};\\[8pt]{\frac {3}{2N-4}},{\frac {5}{2N-4}},\cdots ,{\frac {2N-3}{2N-4}};\\[8pt]-{\frac {a^{2}c^{N-2}}{4b^{N}\left(N-2\right)^{N-2}}}\end{bmatrix}}}}
{\displaystyle {}_{x_{n}=-e^{\frac {2n\pi {\rm {i}}}{N-2}}{\sqrt[{N-2}]{\frac {b}{a}}}{}_{N-1}F_{N-2}{\begin{bmatrix}-{\frac {1}{N\left(N-2\right)}},-{\frac {1}{N\left(N-2\right)}}+{\frac {1}{N}},-{\frac {1}{N\left(N-2\right)}}+{\frac {2}{N}},\cdots ,-{\frac {1}{N\left(N-2\right)}}+{\frac {1}{N}},{\frac {N-5}{2N}},-{\frac {1}{N\left(N-2\right)}}+{\frac {N-3}{2N}},-{\frac {1}{N\left(N-2\right)}}+{\frac {N+1}{2N}},-{\frac {1}{N\left(N-2\right)}}+{\frac {N+3}{2N}},\cdots ,-{\frac {1}{N\left(N-2\right)}}+{\frac {N-1}{N}},;\\[8pt]{\frac {1}{N-2}},{\frac {2}{N-2}},\cdots ,{\frac {2N-5}{2N-4}},;\\[8pt]-{\frac {a^{2}c^{N-2}}{4b^{N}\left(N-2\right)^{N-2}}}\end{bmatrix}}+{\sqrt[{N-2}]{\frac {b}{a}}}\sum _{q=1}^{N-3}{\frac {\Gamma \left({\frac {2q-1}{N-2}}+q\right)}{\Gamma \left({\frac {2q-1}{N-2}}+1\right)}}\cdot \left(-{\frac {c}{b}}{\sqrt[{N-2}]{\frac {a^{2}}{b^{2}}}}\right)^{q}\cdot {\frac {e^{{\frac {2n\left(1-2q\right)}{N-2}}\pi {\rm {i}}}}{q!}}{}_{N-1}F_{N-2}{\begin{bmatrix}{\frac {Nq-1}{N\left(N-2\right)}},{\frac {Nq-1}{N\left(N-2\right)}}+{\frac {1}{N}},{\frac {Nq-1}{N\left(N-2\right)}}+{\frac {2}{N}},\cdots ,{\frac {Nq-1}{N\left(N-2\right)}}+{\frac {N-3}{2N}},{\frac {Nq-1}{N\left(N-2\right)}}+{\frac {N+1}{2N}},\cdots ,{\frac {Nq-1}{N\left(N-2\right)}}+{\frac {N-1}{N}};\\[8pt]{\frac {q+1}{N-2}},{\frac {q+2}{N-2}},\cdots ,{\frac {N-4}{N-2}},{\frac {N-3}{N-2}},{\frac {N-1}{N-2}},{\frac {N}{N-2}},\cdots ,{\frac {q+N-2}{N-2}},{\frac {2q+2N-5}{2N-4}};\\[8pt]-{\frac {a^{2}c^{N-2}}{4b^{N}\left(N-2\right)^{N-2}}}\end{bmatrix}},n=1,2,\cdots ,N-2}}
Корни уравнения тогда можно представить как сумму самое большее N-1 гипергеометрических функций. Применяя этот метод к редуцированной форме Бринга-Жеррара, определим следующие функции:
{\displaystyle {\begin{matrix}F_{1}(t)&=&F_{2}(t)\\F_{2}(t)&=&\,_{4}F_{3}(1/5,&2/5,&3/5,&4/5;&1/2,&3/4,&5/4;&3125t^{4}/256)\\F_{3}(t)&=&\,_{4}F_{3}(9/20,&13/20,&17/20,&21/20;&3/4,&5/4,&3/2;&3125t^{4}/256)\\F_{4}(t)&=&\,_{4}F_{3}(7/10,&9/10,&11/10,&13/10;&5/4,&3/2,&7/4;&3125t^{4}/256)\end{matrix}}}
которые суть гипергеометрические функции, присутствующие в рядах выше. Корни уравнения пятой степени тогда:
{\displaystyle {\begin{matrix}x_{1}&=&-t^{4}F_{1}(t)\\x_{2}&=&-F_{1}(t)&+{\frac {1}{4}}tF_{2}(t)&+{\frac {5}{32}}t^{2}F_{3}(t)&+{\frac {5}{32}}t^{3}F_{3}(t)\\x_{3}&=&-F_{1}(t)&+{\frac {1}{4}}tF_{2}(t)&-{\frac {5}{32}}t^{2}F_{3}(t)&+{\frac {5}{32}}t^{3}F_{3}(t)\\x_{4}&=&-iF_{1}(t)&+{\frac {1}{4}}tF_{2}(t)&-{\frac {5}{32}}it^{2}F_{3}(t)&-{\frac {5}{32}}t^{3}F_{3}(t)\\x_{5}&=&iF_{1}(t)&+{\frac {1}{4}}tF_{2}(t)&+{\frac {5}{32}}it^{2}F_{3}(t)&-{\frac {5}{32}}t^{3}F_{3}(t)\\\end{matrix}}}
Это по существу тот же результат, что был получен методом дифференциальной резольвенты, разработанным Джеймсом Коклом} и Робертом Харлеем в 1860 году.

### Дифференциальная резольвента
{\displaystyle f[\phi (a)]=0}
Функция φ может быть определена так:
{\displaystyle {\begin{aligned}{\frac {df[\phi (a)]}{da}}=0\\[6pt]{\frac {d^{2}f[\phi (a)]}{da^{2}}}=0\\[6pt]{\frac {d^{3}f[\phi (a)]}{da^{3}}}=0\\[6pt]{\frac {d^{4}f[\phi (a)]}{da^{4}}}=0\end{aligned}}}
Тогда дифференциальная резольвента такова:
{\displaystyle {\frac {(256-3125a^{4})}{1155}}{\frac {d^{4}\phi }{da^{4}}}-{\frac {6250a^{3}}{231}}{\frac {d^{3}\phi }{da^{3}}}-{\frac {4875a^{2}}{77}}{\frac {d^{2}\phi }{da^{2}}}-{\frac {2125a}{77}}{\frac {d\phi }{da}}+\phi =0}

## Внешние ссылки
- M.L. Glasser. The Quadratic Formula Made Hard: A Less Radical Approach to Solving Equations.  Статья доступна на arXiv.org здесь (недоступная ссылка)
- A.V. Gruzdov, S.V. Berezin, A.V. Berezin, P.V. Berezin. Универсальная функция, Ультрарадикал абсолютный